# Walter Savage Landor
Walter Savage Landor, född 30 januari 1775, död 17 september 1864, var en brittisk författare och poet. Han var farfar till Arnold Henry Savage Landor.
Landor stammade från en godsägarfamilj i Warwickshire, erhöll uppfostran i Rugby och Oxford och greps tidigt av ett starkt intresse för antiken. Med romare och greker utvecklade Landor ett större förtroende än med personer i samtiden. Politiska frihetsidéer och ett sällsynt kärvt, stolt och stridslystet temperament kom Landor att i viss mån förbli en enstöring, sina senare år tillbringade han i Florens. Hans skrifter är omfångsrika och rymmer lyrik, poetiska dramer med mera. Ett fåtal korta lyriska dikter räknas bland den brittiska poesins pärlor som Dirce och Rose Aylmer. Som viktigast i hans produktion brukar Imaginary conversations (4 serier, 1824-53) anses. De innehåller prosadialoger mellan olika personer från antikens hjältar till Landor själv och hans vänner. I dessa ventilerar han sina ofta excentriska åsikter i en mångd olika ämnen med användare av en stil, som efter hand erkänts som en av de yppersta inom brittisk prosakonst. Ett intryck av stolthet, upphöjdhet och hård skönhet är genomgående i hans verk. Hans Works utgavs med biografi av J. Forster i 8 band 1876.